# Casa Literária do Arco do Cego
Casa Literária do Arco do Cego foi uma editora localizada em Lisboa, Portugal.
A editora funcionou entre 1799 a 1801 e suas produções, na grande maioria, eram livros técnicos de agricultura e negócios. As obras tratavam das principais culturas desenvolvidas ou possíveis de desenvolver no Brasil, buscando ampliar os conhecimentos técnicos locais. Sua maior clientela era os livreiros cariocas e suas encomendas editoriais, na grande maioria, eram de brasileiros.
A Arco do Cego foi comandada por um naturalista brasileiro, o frei José Mariano da Conceição Veloso. Mesmo sem formação em universidades europeias ou vínculo com a academia, ele lançou o livro Florae Fluminensis, que retratava a flora e a fauna principalmente da então província do Rio de Janeiro. Ainda antes de montar a Arco do Cego, Veloso já publicava obras científicas portuguesas e brasileiras, além de traduções de livros em inglês, francês e alemão. Com a editora em funcionamento, publicou mais de 80 obras, todas com grande sofisticação gráfica. Além de editora, a Arco do Cego também funcionou como oficina de aprendizado de artes tipográficas e da gravura. O uso de imagens, aliás, era marcante na editora.